# بحيرة سيمكو
بحيرة سيمكو (بالإنكليزية: Lake Simcoe) (بالفرنسية: Lac Simcoe) هي بحيرة تقع في جنوب مقاطعة أونتاريو الكندية، وهي رابع أكبر بحيرة في المقاطعة، بعد بحيرة Nipigon Lac Seul، و Lake Nipissing. عندما وصل الأوروبيون في القرن السابع عشر إلى المنطقة كانت البحيرة تسمى Ouentironk أي ("الماء الجميل"). كانت تُعرف أيضًا باسم بحيرة تارونتو إلى أن تم تسميتها جون غريفز سيمكو، وهو اسم أول ملازم وحاكم لكندا العليا، في ذكرى والده الكابتن جون سيمكو الذي كان في البحرية الملكية.
يحد هذه البحيرة مقاطعة سيمكو ومنطقة دورهام ومنطقة يورك. ويعيش في مستجمعات المياه التي تصب في البحيرة ما يقرب من نصف مليون شخص، بما في ذلك الجزء الشمالي من منطقة تورنتو الكبرى (GTA).
توجد بحيرات صغيرة أخرى في أونتاريو إلى جانب بحيرة سيمكو، تحمل أسماء غريبة، مثل بحيرة الضحك (كندا).